# Покољ у Сердарима
Масакр у Сердарима је масовно убиство 16 цивила Срба од стране Армије Републике Босне и Херцеговине (АРБиХ) 17. септембра 1992. године у селу Сердари, код Котор Вароша, током рата у Босни и Херцеговини.

## Злочин и пресуда
Дана 17. септембра 1992. године, припадници Територијалне одбране Републике Босне и Херцеговине из Котор Вароша, који су дејствовали у селу Сердари, убили су цивиле Срба пушкама и ручним бомбама. У јануару 2014. четири бивша припадника ТО Котор Вароша осуђена су на укупно 43 године затвора због улоге у масакру. Фикрет Планинчић и Сеад Мензил осуђени су на 11+1⁄2 године затвора, Мирсад Ватрач на десет и по година, а Расим Лишанчић на девет и по година.
Према налазу суђења, Планинчић је ујутру са осталим борцима стигао у кућу мушкарца званог Јеленко Сердар и унутра убио девет жртава. Један од кључних сведока био је мештанин који је посматрао напад и идентификовао Планинчића из фото-албума. Планинчић, Мензил и Ватрач ослобођени су оптужби да су истог дана учествовали у убиству још седам цивила у кући другог мештана. Међу жртвама је и двоје деце.
У фебруару 2016. Жалбено веће Државног суда БиХ потврдило је Планинчићеву казну од 11 година затвора уз ослобађање Мензила и Вратца. Лисанчић је тада преминуо. У јулу исте године, аустријски суд у Линцу осудио је још једног Бошњака који је имао аустријско држављанство на 10 година затвора због учешћа у масакру.
У продукцији Савеза логораша Републике Српске је у октобру 2008. снимљен документарни филм „Крвава зора у Сердарима“ који садржи сведочанства троје преживелих и оригиналне снимке направљене након покоља у Сердарима који се десио 17. септембра 1992.